# جيري جيسينسكي
جيري جيسينسكي (27 سبتمبر 1905 – 24 أكتوبر 1942) هو مبارز بالسيف تشيكوسلوفاكي راحل، مثّل بلاده في الألعاب الأولمبية الصيفية 1936.

## روابط رياضية
جيري جيسينسكي على موقع أوليمبيديا (الإنجليزية)
- جيري جيسينسكي على موقع اللجنة الأولمبية التشيكية (التشيكية)